# Horace Plunkett
Horace Curzon Plunkett, född den 24 oktober 1854, död den 26 mars 1932, var en irländsk politiker, yngre son till 16:e baronen Dunsany.
Plunkett var 1874-89 godsägare i Montana i Förenta staterna och förvärvade under denna tid grundlig kännedom om moderna metoder för jordbruk och boskapsskötsel. Efter sin hemkomst till Irland sökte han samla män av olika politiska partier till gemensamt arbete för öns ekonomiska utveckling, särskilt jordbrukets höjande, och stiftade i detta syfte 1894 Irish agricultural organization society, ett sällskap, som sedermera uträttade storverk för andelsverksamhetens främjande bland irländska arrendatorer och småbrukare. Han var 1892-1900 medlem av underhuset och slöt sig där till unionistpartiet. År 1899 genomdrev Plunkett med stöd av irländska politiker av skilda partier upprättandet av ett irländskt departement för jordbruksärenden och teknisk undervisning samt blev som dess vicepresident det nya departementets faktiske ledare (under ministern för Irland som president och nominell chef). 
Vid det politiska systemskiftet 1905 ombads Plunkett att kvarstå på sin post under den nya liberala ministären, men nationalisterna gjorde så småningom hans ställning alltmer ohållbar genom politiska angrepp i underhuset, och han lämnade sommaren 1907 ledningen av det departement han skapat för att i Irish agricultural organization society, där han alltjämt var den ledande själen, fortsätta sitt framgångsrika arbete för Irlands ekonomiska uppryckning. Plunkett blev 1897 medlem av Irlands privy council och erhöll 1903 knightvärdighet. Han skrev bland annat Ireland in the new century (1904) och The rural life problem of the United states (1910). Han var ordförande i det irländska "nationella konvent", som juli 1917–april 1918 förgäves sökte vinna allmänt samförstånd om ett självstyrelseförslag. Efter den irländska fristatens bildande satt han i dess senat.